# Liste der Naturdenkmäler in Bad Nauheim
Die Liste der Naturdenkmäler in Bad Nauheim nennt die auf dem Gebiet der Stadt Bad Nauheim, im Wetteraukreis (Hessen), gelegenen Naturdenkmäler. Sie sind nach dem Hessischen Gesetz über Naturschutz und Landschaftspflege (Hessisches Naturschutzgesetz – HAGBNatSchG) § 12 geschützt und bei der unteren Naturschutzbehörde des Wetteraukreises eingetragen. Die Liste entspricht dem Stand vom 31. Dezember 2019.

## Aktuelle Naturdenkmäler
| Bild                          | Bezeichnung         | Ortsteil, Lage | Beschreibung | Art         | Nr.     |
| ----------------------------- | ------------------- | --- | --- | ----------- | ------- |
| mehr Fotos \| Fotos hochladen | Speierling          | Nieder-Mörlen, Flur 1, Flurstück 463/3 (VO), Flur 1, Flurstück 463/2 (tatsächlich) 50° 23′ 3,9″ N, 8° 42′ 46,8″ O | Einzelner Speierling auf einem Feldstück nordwestlich von Nieder-Mörlen an der B275. Schutzgrund: Speierlinge als Naturdenkmal.                                                                   | Speierling  | 440.182 |
| mehr Fotos \| Fotos hochladen | Eiche an der Wetter | Schwalheim, Flur 1, Flurstück 673 50° 21′ 11,4″ N, 8° 45′ 51″ O                                                   | Eiche am linken Ufer der Wetter südlich von Schwalheim. Schutzgrund: Großer Ortsbild-prägender Einzelbaum mit einem mächtigen Stamm und einer großen Krone.                                       | Stiel-Eiche | 440.260 |
| mehr Fotos \| Fotos hochladen | Eiche am Waldteich  | Bad Nauheim, Flur 15, Flurstück 58 50° 21′ 12,9″ N, 8° 43′ 37,8″ O                                                | Eiche am Waldrand am Bad Nauheimer Ortsrand am untersten und größten der drei Waldteiche. Schutzgrund: Überrest des weg gefallenen ND „93 Eichen zwischen Teich und Waldhaus“ mit gleicher Nummer | Eiche       | 440.174 |

## Ehemalige Naturdenkmäler
| Bild                          | Bezeichnung                           | Ortsteil, Lage | Beschreibung | Art        | Nr.     |
| ----------------------------- | ------------------------------------- | --- | --- | ---------- | ------- |
| mehr Fotos \| Fotos hochladen | 93 Eichen zwischen Teich und Waldhaus | Bad Nauheim, Flur 15, Flurstück 58, 60; sowie Flur 9, Flurstück 655, 675/1 (VO), Flur 9, Flurstück 654/4, 655/2, 657/2 (tatsächlich) 50° 21′ 17,7″ N, 8° 43′ 15″ O | Eichen im Wald oberhalb Bad Nauheims. Ursprünglicher Schutzgrund: Eigene Verordnung. Löschungsgrund: Die Eichen sind z. T. abgestorben oder geschädigt. Im Zuge der Verkehrssicherung wurden bereits einige gefällt und weitere werden gefällt werden müssen. Die Bäume befinden sich im Kommunalwald der Stadt Bad Nauheim zum Teil innerhalb einer ausgewiesenen Altholzinsel und werden im Rahmen des denkmalschützerischen Waldparkpflegewerks berücksichtigt. Bäume, die eine Habitatfunktion erfüllen, werden im Zuge der Waldbewirtschaftung ohnehin erhalten. Der Schutz und Erhalt der verbliebene Altbäume ist damit ausreichend gesichert. | Eiche      | 440.174 |
| mehr Fotos \| Fotos hochladen | Speierling                            | Bad Nauheim, Flur 8, Flurstück 1/3 (VO) Flur 7, Flurstück 13 (tatsächlich) 50° 22′ 10,2″ N, 8° 43′ 36,8″ O                                                         | Speierling im Wald nordwestlich von Bad Nauheim, nordöstlicher Baum. Ursprünglicher Schutzgrund: Speierlinge als Naturdenkmal. Löschungsgrund: Nicht mehr schutzwürdig. | Speierling | 440.244 |
| mehr Fotos \| Fotos hochladen | Speierling                            | Bad Nauheim, Flur 8, Flurstück 1/3 50° 22′ 8,1″ N, 8° 43′ 33,7″ O                                                                                                  | Speierling im Wald nordwestlich von Bad Nauheim. Ursprünglicher Schutzgrund: Speierlinge als Naturdenkmal. Löschungsgrund: Stark geschädigt. | Speierling | 440.245 |
| mehr Fotos \| Fotos hochladen | Speierling                            | Bad Nauheim, Flur 8, Flurstück 1/3 50° 22′ 8,1″ N, 8° 43′ 32,1″ O                                                                                                  | Speierling im Wald nordwestlich von Bad Nauheim. Ursprünglicher Schutzgrund: Speierlinge als Naturdenkmal. Löschungsgrund: Nicht mehr schutzwürdig. | Speierling | 440.246 |
| mehr Fotos \| Fotos hochladen | Speierling                            | Bad Nauheim, Flur 8, Flurstück 1/3 50° 22′ 7,2″ N, 8° 43′ 30″ O | Speierling im Wald nordwestlich von Bad Nauheim, südwestlicher Baum. Ursprünglicher Schutzgrund: Speierlinge als Naturdenkmal. Löschungsgrund: Nicht mehr schutzwürdig. | Speierling | 440.247 |